# Mucha-Museum

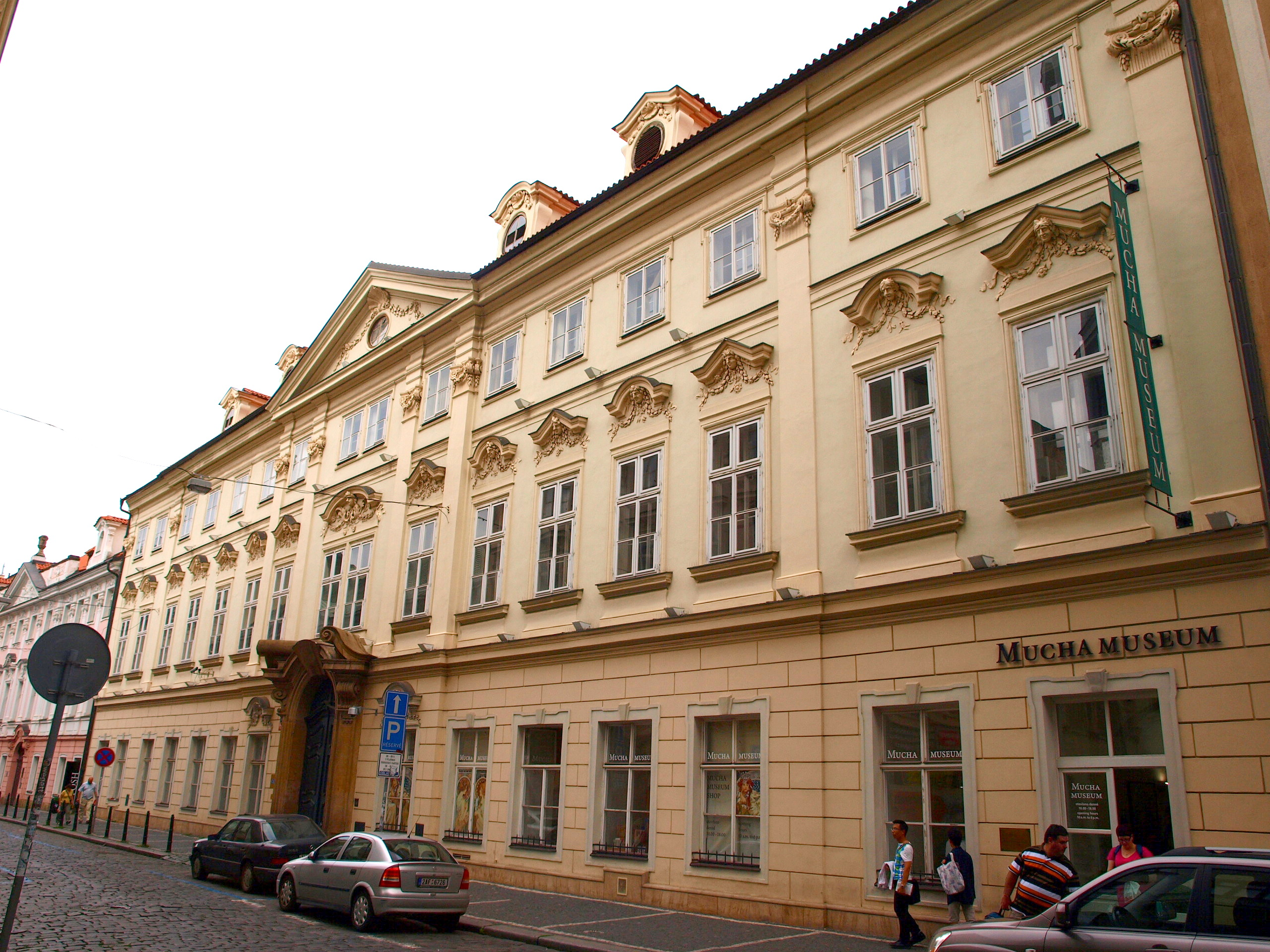
Mucha-Museum im Palais Kaunitz

Das Mucha-Museum befindet sich im Barockbau des Palais Kaunitz in der Panská 7 in Prag, Tschechien. Das kleine Museum wurde dem Leben und Werk von Alfons Mucha (1860–1939) – dem tschechischen Vertreter des Jugendstils – gewidmet.

## Ausstellung
Die Ausstellung beginnt mit dem Werk, das Mucha bekannt machte, dem sogenannten Panneaux Décoratifs. Dies sind um die Jahrhundertwende produzierte Plakate, zu denen auch Muchas bekannte Entwürfe für die legendäre Pariser Schauspielerin Sarah Bernhardt zählen. Weiterhin erhält man Einblicke in das von Mucha verfasste Handbuch für Kunsthandwerker sowie Ölgemälde, Modellfotos, Skizzen, Notizen und Pastelle. Die Ausstellung endet mit einem Faksimile von Muchas Atelier mit Originalmöbeln und Fotografien seiner Familie.
Mit Ausnahme des Slawischen Epos, das nach Muchas Rückkehr nach Böhmen entstand, vermittelt die Ausstellung einen komplexen Überblick über das künstlerische Werk von Mucha.